# プラトー州

プラトー州
Plateau State州の愛称: 平和と観光の故郷

プラトー州 (プラトーしゅう、英語：Plateau State) はナイジェリア中東部の州。州都はジョス。人口約350万人。

## 地理
バウチ州、タラバ州、ナサラワ州、カドゥナ州と接する。
ジョス高原は1200m級の高地であり、最高点はシェラ丘陵で1829m。熱帯地域だが高原気候であり、冬期はハルマタンを受け冷え込む。スズ鉱山の跡が谷や湖として残されている。3月、4月が乾期で暖かく、年間降水量は1317.5mmから1410mmで7月、8月が雨期である。他州に比べるとマラリアなどの熱帯病は少ない。ジョス高原はカドゥナ川、ゴンゴラ川、ハデジャ川、ヨベ川等の水源となっている。
ジョス高原は、より古い花崗岩体の領域を通って押し出されたより若い花崗岩体の領域であると考えられている。これらの「より若い」花崗岩はおよそ1億6000万年前のものであると考えられる。これはジョス高原に珍しい風景を生み出した。きのこが巨大な玉石と共に散ったように緩い斜面にから出て来ている多数の丘がある。また、5000万年前の火山活動により多数の火山と溶岩流による広大な玄武岩台地が生まれた。これはなだらかな丘と細く切り立った谷の景観を生み出した。火山活動は鉱物資源の元と考えられ、スズは依然として産出されている。

## 歴史
プラトー州は何度も境界が変更された。植民地政府は鉄道建設や採掘されたスズの海岸までの搬出の安全確保の願望から様々な操作をした。また、当初主に非イスラム教徒の住民のみでの州の形成が試みられた。後の変更は自治への地域の強い願望から来た。スズ鉱山はイギリス植民地時代の1902年に採掘が始まった。
イギリス人は19世紀末からナイジェリア植民地を支配した。その時、現プラトー州の多くは北部州内のバウチ県の一部だった。1926年にジョス地区とパンクシン地区からなる高原県がバウチ県から分割された。当局は民族を分割しないようにと次年度の間も境界が何度か変更された。1967年5月に北部州が分割された際にベヌエ県と高原県は、合併されベヌエ＝高原州とされた。これによりナイジェリアは12州となった。
ベヌエ＝高原州はビアフラ戦争後に連邦政府により分割された大きな州の1つである。ヤクブ・ゴウォン将軍の軍政時の1976年に19州に分割され、プラトー州はかつての高原県の領域に沿ってベヌエ＝高原州から分割された。1976年にベヌエ＝高原州が分割され設置された。州名はジョス高原に因む。
サニ・アバチャ政権時の1996年に西部がナサラワ州に分割された。1996年には西部がナサラワ州に分割された。2010年1月と3月にはキリスト教徒とイスラーム教徒との間で激しい衝突が起き、合わせて700人の住民が、暴徒によって殺害された。愛称に反して近年では民族や宗教による対立が激化している。

## 州政府
2008年現在の知事はジョナー・ジャンである。州議会は25議席と11の顧問からなる。州議会議長はエマニュエル・ゴアルである。
プラトー州には民族ごとの首長国も存在する。アミールは世襲されるが、チーフは選挙で選ばれる。

### 地方行政区
1976年時点で現プラトー州の領域には14の地方行政区 (local government areas, LGA) が置かれていた。1989年、1991年、1996年に新LGAが設置され、以下の17が置かれている。
| - バルキン＝ラディ - バッサ - ボッコス - 東ジョス - 北ジョス - 南ジョス | - カナム - カンケ - 北ランタン - 南ランタン - マング - ミカン | - パンシュキン - クアアン＝パン - リヨム - シェンダム - ワセ |

## 住民
プラトー州には40以上の民族が暮らしている。最大のものは先住民の1つのベロム族である。他にアフィゼレ、アモ、アナグタ、アンガス、アテン、ボゴム、ブジ、チャラ、チプ、フィエル、ガシシュ、ゴエマイ、イリグェ、ジャラワ、ジュクン、カガラク、クワラ、メリアン、ミアンゴ、ミシプ、モントル、ムシェレ、ムプム、ムワガヴル、ンガス、ピアプン、ピエム、ロン＝クレレ、バチェ、タレット、タロー、ヨウムなどの先住民がいる。多くは農業を営み文化や生活様式も似ている。他の地域から来たハウサ族、フラニ族、イボ人、ヨルバ族、イジョ、ビニ族も多い。
植民地時代にキリスト教が多数派となったが、ムスリムの多い北部に位置し、対立が生じている。

## 脚註
1. ↑  Nigeria: PHYSICAL SETTING - Plateau State